# 瑪莉亞·荷西菲娜·施洛加
瑪莉亞·荷西菲娜·施洛加（1990年8月23日—），阿根廷曲棍球運動員，曾代表國家參加2012年倫敦奧運的女子曲棍球比賽，並獲得一面銀牌。